# Vitalia Diatchenko
Vitalia Diatchenko (Sochi, 2 de Agosto de 1990) é uma tenista profissional russa, seu melhor ranqueamento de N. 71 em simples, e em duplas chegou ao Top 100, sendo N. 60 pela WTA.

## WTA finais

### Duplas: 7 (1 título, 6 vices)
| Legenda                                      |
| -------------------------------------------- |
| Grand Slam (0–0)                             |
| WTA Tour (0–0)                               |
| Tier I / Premier Mandatory & Premier 5 (0–0) |
| Tier II / Premier (0–0)                      |
| Tier III, IV & V / International (1–5)       |

| Títulos por Piso |
| ---------------- |
| Duro (1–4)       |
| Grama (0–0)      |
| Saibro (0–1)     |
| Carpete (0–0)    |

| Posição | N. | Data               | Torneio                                          | Piso     | Parceira              | Oponentes                              | Placar                |
| Vice    | 1. | Fevereiro 15, 2009 | Pattaya Women's Open, Pattaya, Tailândia         | Duro     | Yuliya Beygelzimer    | Tamarine Tanasugarn Yaroslava Shvedova | 6–3, 6–2              |
| Vice    | 2. | Setembro 26, 2009  | Tashkent Open, Tashkent, Uzbequistão             | Duro     | Ekaterina Dzehalevich | Tatiana Poutchek Olga Govortsova       | 6–2, 6–7(1–7), [10–8] |
| Vice    | 3. | Maio 8, 2010       | Estoril Open, Estoril, Portugal                  | Saibro   | Aurélie Védy          | Anabel Medina Garrigues Sorana Cîrstea | 6–1, 7–5              |
| Vice    | 4. | Agosto 2, 2010     | e-Boks Sony Ericsson Open, Copenhague, Dinamarca | Duro (i) | Tatiana Poutchek      | Julia Görges Anna-Lena Grönefeld       | 6–4, 6–4              |
| Campeã  | 1. | Setembro 17, 2011  | Tashkent Open, Tashkent, Uzbequistão             | Duro     | Eleni Daniilidou      | Lyudmyla Kichenok Nadiya Kichenok      | 6–4, 6–3              |
| Vice    | 5. | Janeiro 17, 2015   | Hobart International, Hobart, Austrália          | Duro     | Monica Niculescu      | Kiki Bertens Johanna Larsson           | 5–7, 3–6              |
| Vice    | 6. | Agosto 2, 2015     | Baku Cup, Baku, Azerbaijão                       | Duro     | Olga Savchuk          | Margarita Gasparyan Alexandra Panova   | 3–6, 5–7              |

### WTA 125K series: 1 (1 título)
| Posição | N. | Data             | Campeonato                    | Piso        | Oponente      | Placar        |
| ------- | -- | ---------------- | ----------------------------- | ----------- | ------------- | ------------- |
| Campeã  | 1. | Novembro 3, 2014 | WTA de Taipei, Taipei, Taiwan | Carpete (i) | Chan Yung-jan | 1–6, 6–2, 6–4 |